# Puteri stranii dezlănțuite
Wild Talents (Puteri stranii dezlănțuite, cu sensul original de Talente sălbatice), publicată în 1932, este a patra și ultima carte de non-ficțiune a autorului Charles Fort, cunoscut pentru scrierile sale despre paranormal.

## Prezentare generală
Ca și lucrările anterioare ale sale, această carte tratează în mare măsură o serie de fenomene anormale, precum și atacul său în curs de desfășurare asupra teoriilor științifice actuale. Cartea se ocupă în cea mai mare parte cu încercarea de a potrivi diferite fenomene descrise în noua teorie a puterii psihice și mentale a lui Fort – „Talentele sălbatice” din titlu – care sunt detaliate mai jos.
La fel ca și cartea sa anterioară, Lo!, Puteri stranii dezlănțuite se ocupă de o gamă largă de fenomene. Stilul de scris al lui Fort și simțul umorului de auto-depreciere sunt proeminente, în special în secțiunea despre propriile sale experiențe psihice pretinse. Cartea este mai scurtă decât lucrările sale anterioare.

## Teza „talente sălbatice”
Povestind o mare varietate de fenomene ciudate, Fort ignoră în mare măsură teoria anterioară a teleportării sau cel puțin o încorporează în noua sa teză. Mai degrabă decât un vag „joker cosmic⁠(d)”, așa cum a postulat el în cărțile sale anterioare, responsabilitatea pentru aceste apariții sunt puterile stranii care apar în mintea umană, care nu pot fi dezvoltate în mod natural, dar există, crede Fort, ca un fel de întoarcere în urmă la vremurile primordiale.
Fort discută multe subiecte pe care le-a atins înainte, deși în general mai detaliat decât în celelalte lucrări ale sale – poltergeist, combustie umană spontană, mutilări de animale, vampiri și fantome – împreună cu mai multe presupuse cazuri de telechinezie și capacitatea de a controla mediul înconjurător. Teza lui este că, în vremurile primordiale, omul avea nevoie de astfel de puteri extraordinare pentru a supraviețui în sălbăticie și că toți oamenii pot dezvolta potențial aceste puteri doar dacă își pun literalmente mintea la asta. El explorează, de asemenea, presupuse cazuri de vrăjitorie și crimă prin sugestie mentală, alcătuind o listă impresionantă de „criminologie ocultă” în sprijin (despre oameni aparent uciși în circumstanțe deosebite sau inexplicabile). El atacă, de asemenea, sensul general al tabuului, despre care crede că împiedică acceptarea talentelor sălbatice și sugerează că astfel de „talente” ar deveni acceptabile dacă știința le-ar considera ca atare.
Fort se joacă, de asemenea, cu ideea că oamenii sunt capabili să se transforme în animale după bunul plac, invocând o serie de cazuri de vârcolaci și alte creaturi similare, cum ar fi gorilele și hienele. De asemenea, respinge dezinvolt (și destul de umoristic), într-un capitol, relatările despre un câine vorbitor care „a dispărut în vapori subțiri, verzui”, pentru că, în opinia sa, este un eveniment extraordinar, și el tratează doar evenimente destul de obișnuite.
De asemenea, Fort menționează pe scurt un presupus eveniment psihic care i s-a întâmplat lui și familiei sale, în care și-a imaginat o ramă de tablou în casa lui căzând de pe perete, ceea ce s-a și întâmplat ulterior. Este îndoielnic (ca de obicei) dacă el crede serios în ceea ce spune.

## Disponibilitate
Puteri stranii dezlănțuite a fost republicată în anii 1990. Această carte este disponibilă ca parte a colecției The Complete Works of Charles Fort la Dover Publications.